# Strzebla grecka
Strzebla grecka (Pelasgus stymphalicus) – gatunek słodkowodnej ryby z rodziny karpiowatych (Cyprinidae). 

## Występowanie
Podgatunek nominatywny występuje w Jeziorze Stymfalijskim na Półwyspie Peloponeskim, pozostałe podgatunki – w Attyce, Jeziorze Ochrydzkim, w Czarnogórze i zachodniej Grecji.